# Draculoides anachoretus
Espèce
Synonymes
- Paradraculoides anachoretus Harvey, Berry, Edward & Humphreys, 2008

Draculoides anachoretus est une espèce de schizomides de la famille des Hubbardiidae.

## Distribution
Cette espèce est endémique du Pilbara en Australie-Occidentale,. Elle se rencontre à environ 45 kilomètres au sud-ouest de Pannawonica dans la vallée de la Robe River.

## Description
La femelle holotype mesure 4,39 mm.
Les mâles mesurent de 3,13 à 4,04 mm.

## Systématique et taxinomie
Cette espèce a été décrite sous le protonyme Paradraculoides anachoretus par Harvey, Berry, Edward et Humphreys en 2008. Elle est placée dans le genre Draculoides par Abrams, Huey, Hillyer, Humphreys, Didham et Harvey en 2019.

## Publication originale
- Harvey, Berry, Edward & Humphreys, 2008 : « Molecular and morphological systematics of hypogean schizomids (Schizomida: Hubbardiidae) in semiarid Australia. » Invertebrate Systematics, vol. 22, no 2, p. 167-194.